# Loxocorniculum
Loxocorniculum is een geslacht van kreeftachtigen uit de klasse van de Ostracoda (mosselkreeftjes).

## Soorten
- Loxocorniculum alata (Brady, 1868)
- Loxocorniculum bensoni Khosla & Pant, 1989 †
- Loxocorniculum crispatum Hu, 1978 †
- Loxocorniculum decoratum Soenmez-Goekcen, 1973 †
- Loxocorniculum dorsotuberculata (Brady, 1866) Bold, 1988
- Loxocorniculum georgei (Hartmann, 1978) Cabioch, Anglada & Babinot, 1986
- Loxocorniculum ghardaquensis (Hartmann, 1964)
- Loxocorniculum gujaratense Khosla, 1979 †
- Loxocorniculum hastatum (Reuss, 1850) Mckenzie et al., 1979 †
- Loxocorniculum hexacanthum Hao (Yi-Chun) in Ruan & Hao (Yi-Chun), 1988
- Loxocorniculum hodonicum (Pokorny, 1952) Jiricek, 1974 †
- Loxocorniculum kotoraformum Ishizaki, 1966 †
- Loxocorniculum lienae Hu, 1986 †
- Loxocorniculum lilljeborgii (Brady, 1868) Khosla, Mathur & Pant, 1982
- Loxocorniculum malacrispatum Hu, 1978 †
- Loxocorniculum mayburyae Whatley, Jones & Wouters, 2000
- Loxocorniculum meridionale Ducasse, Bekaert & Rousselle, 1991 †
- Loxocorniculum micrograteloupianum Maybury, 1990 †
- Loxocorniculum miocenicum Bonaduce, Ruggieri, Russo & Bismuth, 1992 †
- Loxocorniculum multireticulatum Maybury, 1993 †
- Loxocorniculum mutsuense Ishizaki, 1971
- Loxocorniculum nodamiqum Hu & Tao, 2008
- Loxocorniculum ornatum (Schneider, 1939) Jiricek, 1974 †
- Loxocorniculum postdorsoalata (Puri, 1960) Benson & Coleman, 1963 †
- Loxocorniculum purisubrhomboidea (Edwards in Puri, 1953) Bate, Whittaker & Mayes, 1981
- Loxocorniculum quadricorne (Ruggieri, 1962) Sissingh, 1972 †
- Loxocorniculum quadrituberculatum (Schneider, 1939) Jiricek, 1974 †
- Loxocorniculum ruggierii (Aruta, 1967) Maybury, 1991 †
- Loxocorniculum rugosa (Bold, 1946) †
- Loxocorniculum schusterae (Hartmann, 1959) Ishizaki & Gunther, 1976
- Loxocorniculum sculptoides Swain, 1967
- Loxocorniculum speciosum Ciampo, 1986 †
- Loxocorniculum suboculocrista (Teeter, 1975)
- Loxocorniculum tominga Hu & Tao, 2008
- Loxocorniculum triconicula Zhao & Whatley, 1989
- Loxocorniculum tumidum Ciampo, 1986 †
- Loxocorniculum visendum Witte, 1993